# تامر السعيد
تامر السعيد مخرج وكاتب ومنتج سينمائي مستقل. ولد في 14 أغسطس 1972 في القاهرة. درس الصحافة في جامعة القاهرة والإخراج السينمائي في المعهد العالي للسينما. عمل كمساعد مخرج لبعض من أكبر الأفلام الروائية والمخرجين المصريين منها معالي الوزير عام 2002 من إخراج سمير سيف وبطولة أحمد زكي. كما عمل في إخراج الإعلانات وأيضًا في مجال الإنتاج لعدد من الشركات آخرها شركة هوت-سبوت ومقرها في دبي. ما بين عامي 1994 و2004، كتب وأنتج وأخرج عددًا كبيرًا من الأفلام القصيرة والوثائقية التي حازت على جوائز عربية وعالمية، وكان من أبرزها الفيلم الروائي القصير يوم الاثنين عام 2004 والفيلم الوثائقي الطويل غير خذوني عام 2004. شارك في كتابة فيلم عين شمس عام 2008 مع مخرجه إبراهيم البطوط، وأدى بصوته دور الراوي خلال الفيلم. كذلك ظهر في فيلم هليوبوليس لمخرجه أحمد عبد الله.
بدأ التحضير لفيلمه الروائي الطويل الأول فيلم طويل عن الحزن عام 2008، والذي تغير اسمه إلى آخر أيام المدينة، واشتغل بتصويره وكتابته على مدى عامين كاملين انتهت قبل ثمانية أشهر من ثورة 25 يناير. ويصور الفيلم قصة خالد السعيد، المخرج الشاب الذي يعيش تحولات القاهرة وسحرها الذي أبهته القمع والجهل والتطرف.

## أفلامه
- آخر أيام المدينة - قيد التنفيذ- يكافح خالد السعيد في وسط مدينة القاهرة ليصنع فيلمًا عن مدينة تشهد على فقده كل ما يحب. بينما يوقظ موت والده ذكريات طفولته حينما كانت القاهرة مكانًا أكثر إشراقًا.[2] استغرق كتابة وتصوير الفيلم ثلاثة أعوام[3] وهو الإنتاج الأول للشركة المكونة من كل من تامر السعيد وخالد عبد الله والمصور اللبناني باسل فياض مع أبطال الفيلم الذي تم تصويره في القاهرة وبيروت وبرلين وبغداد. بدأ فيلم آخر أيام المدينة في 2006 في الفترة التي حدث فيها حريق بني سويف الشهير. تغير اسم الفيلم ما بين أحداث الشهر التاسع وفيلم طويل عن الحزن إلى أن أصبح اسمه آخر أيام المدينة. وتظهر جميع الشخصيات في الفيلم بأدوارها الحقيقية باستثناء البطل والبطلة.[4] وقد أشرف الفنان الراحل صلاح مرعي على اختيار مواقع التصوير وتفاصيل الديكور، بما في ذلك اختيار ألوان الجدران والأثاث بما يناسب ألوان بشرة الأبطال الأساسيين للفيلم.[5]
- يوم الاثنين 2005 فيلم روائي قصير من بطولة حنان يوسف، يروي يوم الاثنين الذي شهد انبعاث الحب في علاقة فاترة بين زوجين عاديين. عرض الفيلم في أكثر من 51 مهرجانًا دوليًا في 24 دولة، وحاز تسع جوائز محلية وعالمية منها: جائزة لجنة التحكيم الخاصة في مهرجان الساقية للأفلام القصيرة، القاهرة 2005، جائزة أحسن فيلم روائي قصير في مسابقة لقاء الصورة، المركز الثقافي الفرنسي، القاهرة 2005، جائزة أحسن فيلم روائي قصير في المهرجان القومي الحادي عشر للسينما المصرية، القاهرة 2005، جائزة الصقر الفضي في مهرجان روتردام للفيلم العربي مناصفة مع فيلم لا هنا ولا لهية للمخرج المغربي رشيد بوتونس 2005.
- غير خدوني 2004 فيلم وثائقي، مدته 53 دقيقة، من إنتاج قناة الجزيرة العام 2004. يقتبس الفيلم عنوانه من أغنية فرقة ناس الغيوان المغربية اليسارية الشهيرة التي تغني على لسان أحد المختطفين السياسيين في المغرب في منتصف السبعينات. يأخذ الفيلم خمسة أصدقاء مغاربة إلى المعتقل الذي قضوا فيه تسع سنوات من عمرهم ليعيدوا فتح بوابة السجان والتنقيب عما ضاع منهم في سنوات السجن. خمسة طلاب مغاربة من الحركة اليسارية السرية «إلى الأمام»، تم اعتقالهم عام 1976 دون أن يعرفوا بأسباب القبض عليهم. في سجن «قلعة مكونة» بالمغرب، عُذب المسجونون بشكل شديد، إلا أن واحدًا منهم على الأقل عاش ليحكي قصة ما حدث لهم. وحصل فيلم غير خدوني على جائزة أفضل فيلم تسجيلي طويل في مهرجان الإسماعيلية الدولي الثامن عام 2005، كما حصل في المهرجان ذاته على جائزة صلاح التهامي التي أسندتها إليه لجنة تحكيم الأفلام التسجيلية العربية المنبثقة عن اتحاد السينمائيين التسجيليين في مصر.

## وصلات خارجية
- تامر السعيد على موقع IMDb (الإنجليزية)
- تامر السعيد على موقع الدهليز
- تامر السعيد على موقع قاعدة بيانات الأفلام العربية
- تامر السعيد على موقع أول موفي (الإنجليزية)
- تامر السعيد على موقع قاعدة بيانات الفيلم (الإنجليزية)
- تامر السعيد على موقع كينوبويسك (الروسية)
- عن تامر السعيد في السينما دوت كوم